# Puntioplites proctozystron
Cá dảnh trắng (Puntioplites proctozystron) là một loài cá vây tia trong chi Puntioplites, họ Cá chép.

## Đặc điểm
Về tổng thể, cá có thân ngắn, cao, dẹp bên, viền lưng nhô cao, nhất là trước khởi điểm vây lưng, viền bụng cong nông, độ cong nhỏ hơn viền lưng, bụng tròn. Vẩy tròn lớn, vừa phải, phủ khắp thân; có hai hàng vẩy bao ở gốc vây lưng và vây hậu môn; có 4 hàng vẩy phủ ở gốc vây đuôi.
Phần đầu cá cho thấy cá có đầu nhỏ, dẹp bên, mõm ngắn tù, lỗ mũi gần viền mắt hơn mút mõm, miệng kề dưới, hẹp ngang, rạch miệng xiên, mút cuối tới viền trước mắt, môi trên có rãnh sâu và liên tục, cá không có râu dù chúng thuộc họ cá chép với đặc trưng là có râu, mắt to tròn, nằm chếch phía trên.
Đối với vây cá vây lưng có khởi điểm sau khởi điểm vây bụng, ngang với vẩy đường bên thứ 9-10, gần gốc vây đuôi hơn mút mõm, viền sau lõm sâu, tia đơn cuối của vây lưng hóa xương, phía sau có răng cưa, gai này không kéo dài thành dạng mềm ở đỉnh, khi ép thì có thể hết phần gốc của vây lưng, vây hậu môn kéo dài chưa tới vây đuôi, khởi điểm ở giữa vây ngực và gốc vây đuôi, tia đơn cuối hóa xương và phía sau có răng cưa.
Vây ngực nhọn, mút chưa tới gốc vây bụng, vây bụng mút không tới vây hậu môn. gốc vây bụng có vẩy gốc hình mũi mác và dài hơn gốc vây, đường bên hoàn toàn, phần trước hơi cong dưới, phần sau nằm giữa cuốn đuôi. Mặt lưng, thân và đầu xanh rêu, mặt bên, dưới đầu và hông trắng bạc, vây lưng, vây đuôi và vây hậu môn có ngọn xám đen, gốc vây lưng, vây bụng và trước mõm ửng vàng.
1. ↑  Allen, D.J. (2011). "Puntioplites proctozystron". Sách đỏ IUCN về các loài bị đe dọa. Quyển 2011. tr. e.T180764A7651242. doi:10.2305/IUCN.UK.2011-1.RLTS.T180764A7651242.en. Truy cập ngày 28 tháng 12 năm 2021.